# ソユーズTM-25
ソユーズTM-25 (Союз ТМ-25 / Soyuz TM-25) は、宇宙ステーション・ミールへの往来を目的とした、30回目の有人ミッションである。欧州宇宙機関所属のドイツの宇宙飛行士もこのミッションに参加した。コールサインは「シーリウス」。
1997年2月10日、ソユーズ-Uロケットによって、バイコヌール宇宙基地から打ち上げられた。2月12日の15時51分 (UTC) にミールとドッキングした。残り数メートルからは自動で操作されたが、若干の照準ミスが生じ、船長は手動でドッキングをやり直した。

## 乗組員

### 打上げ時
- ワシリー・ツィブリエフ (2) -  ロシア
- アレクサンドル・ラズトキン (1) -  ロシア
- ラインホルト・エヴァルト (1) -  ドイツ

### 帰還時
- ワシリー・ツィブリエフ (2) -  ロシア
- アレクサンドル・ラズトキン (1) -  ロシア